# 旭 (福井市)
旭（あさひ）は、福井県福井市の地域。福井駅の東側・手寄（てよせ、地図 - Google マップ）に位置し、不死鳥ブロックに属する。

## 人口
旭には2024年1月1日現在5103人が住んでおり、世帯数は2324世帯。そのうち男性が2440人、女性は2663人。

## 施設
学校
- 福井市旭小学校

その他
- アオッサ - 福井駅東口再開発ビル。
  - 福井市立桜木図書館 - アオッサ4階にある図書館。